# Superliga de Kosovo 2018-19
La Superliga de Kosovo 2018-19 (Conocida como Vala Superliga por motivos de patrocinio) fue la edición número 20 de la Superliga de Kosovo. La temporada comenzó el 18 de agosto de 2018 y culminó el 19 de mayo de 2019.
El Feronikeli conquistó su 3 título de la Superliga de Kosovo tras ganar por 1-0 al Prishtina en la última fecha.

## Sistema de competición
Un total de 12 equipos jugaron entre sí todos contra todos tres veces totalizando 33 fechas. Al final de la temporada el primer clasificado se proclamó campeón y fue a la Liga de Campeones; por otro lado los dos últimos clasificados descendieron a la Liga e Parë, mientras que el décimo y noveno clasificado jugaron un play off por la permanencia contra el tercero y cuarto de la Liga e Parë 2018-19.
Un cupo para la Liga Europa 2019-20 fue asignado al campeón de la Copa de Kosovo

## Equipos participantes
| Equipo        | Ciudad    | Estadio                | Capacidad |
| ------------- | --------- | ---------------------- | --------- |
| KF Ballkani   | Suva Reka | Suva Reka City Stadium | 1500      |
| KF Drenica    | Drenica   | Bajram Aliu Stadium    | 3000      |
| KF Drita      | Gnjilane  | Gjilan City Stadium    | 15 000    |
| KF Ferizaj    | Ferizaj   | Ismet Shabani Stadium  | 2000      |
| KF Feronikeli | Glogovac  | Rexhep Rexhepi Stadium | 2000      |
| KF Flamurtari | Pristina  | Flamurtari Stadium     | 5000      |
| KF Gjilani    | Gnjilane  | Gjilan City Stadium    | 15 000    |
| KF KEK        | Obilić    | Agron Rama Stadium     | 5000      |
| KF Liria      | Prizren   | Përparim Thaçi Stadium | 15 000    |
| KF Llapi      | Podujevo  | Zahir Pajaziti Stadium | 10 000    |
| KF Prishtina  | Pristina  | Pristina City Stadium  | 13 000    |
| KF Trepca'89  | Mitrovica | Riza Lusha Stadium     | 12 000    |

## Tabla de posiciones
| Pos. | Equipo         | Pts. | PJ | G  | E  | P  | GF | GC  | Dif. | Clasificación 2019–20                    |
| ---- | -------------- | ---- | -- | -- | -- | -- | -- | --- | ---- | ---------------------------------------- |
| 1    | Feronikeli (C) | 80   | 33 | 25 | 5  | 3  | 64 | 14  | +50  | Ronda preliminar de la Liga de Campeones |
| 2    | Prishtina      | 75   | 33 | 23 | 6  | 4  | 49 | 12  | +37  | Ronda Preliminar de la Liga Europea      |
| 3    | Llapi          | 69   | 33 | 22 | 3  | 8  | 54 | 24  | +30  |                                          |
| 4    | Drita          | 48   | 33 | 14 | 6  | 13 | 47 | 39  | +8   |                                          |
| 5    | Ferizaj        | 46   | 33 | 14 | 4  | 15 | 39 | 41  | −2   |                                          |
| 6    | Flamurtari     | 45   | 33 | 12 | 9  | 12 | 33 | 39  | −6   |                                          |
| 7    | Drenica        | 43   | 33 | 11 | 10 | 12 | 41 | 33  | +8   |                                          |
| 8    | Ballkani       | 43   | 33 | 12 | 7  | 14 | 35 | 15  | +20  |                                          |
| 9    | Trepça'89 (O)  | 42   | 33 | 11 | 9  | 13 | 40 | 45  | −5   | Play-off de permanencia                  |
| 10   | Gjilani (O)    | 38   | 33 | 10 | 8  | 15 | 28 | 37  | −9   | Play-off de permanencia                  |
| 11   | Liria          | 28   | 33 | 8  | 4  | 21 | 31 | 60  | −29  | Descenso a Liga e Parë 2019-20           |
| 12   | KEK            | 1    | 33 | 0  | 1  | 32 | 24 | 104 | −80  | Descenso a Liga e Parë 2019-20           |

Actualizado a los partidos jugados el 19 de mayo de 2019.
 Fuente: Soccerway
Notas:
1. ↑  Tras ganar la Copa de Kosovo, el Feronikeli obtuvo un cupo para la ronda preliminar de la Liga Europea 2019-20, pero al ya encontrarse clasificado a Liga de Campeones por su posición de liga, el cupo pasa al segundo clasificado

## Resultados
| Local \ Visitante | BAL | DRE | DRI | FRZ | FRN | FLA | GJI | KEK | LIR | LLA | PRI | T89 |
| ----------------- | --- | --- | --- | --- | --- | --- | --- | --- | --- | --- | --- | --- |
| Ballkani          | —   | 2–0 | 1–2 | 0–1 | 0–1 | 1–0 | 4–1 | 3–0 | 1–0 | 0–3 | 1–1 | 0–0 |
| Drenica           | 2–1 | —   | 1–2 | 3–1 | 0–0 | 1–1 | 0–0 | 5–1 | 1–0 | 0–2 | 0–1 | 3–0 |
| Drita             | 6–1 | 2–0 | —   | 1–0 | 1–1 | 1–3 | 3–1 | 5–0 | 0–1 | 1–2 | 1–0 | 1–1 |
| Ferizaj           | 1–0 | 2–0 | 0–2 | —   | 0–2 | 2–3 | 0–2 | 4–1 | 1–0 | 0–1 | 0–0 | 2–0 |
| Feronikeli        | 1–0 | 2–1 | 4–0 | 2–0 | —   | 2–0 | 3–0 | 4–1 | 4–2 | 2–0 | 0–1 | 1–1 |
| Flamurtari        | 0–0 | 0–3 | 0–1 | 1–0 | 1–3 | —   | 1–1 | 1–0 | 3–1 | 0–1 | 2–0 | 0–2 |
| Gjilani           | 1–3 | 1–0 | 1–0 | 1–0 | 1–0 | 0–0 | —   | 2–0 | 0–1 | 0–1 | 0–3 | 1–0 |
| KF KEK            | 2–2 | 2–4 | 1–2 | 1–2 | 0–1 | 3–4 | 2–3 | —   | 0–3 | 0–3 | 1–2 | 1–5 |
| Liria             | 0–1 | 1–1 | 3–2 | 0–0 | 0–2 | 1–0 | 1–1 | 6–2 | —   | 2–3 | 0–1 | 0–4 |
| Llapi             | 0–1 | 0–1 | 1–0 | 5–1 | 0–1 | 0–0 | 3–1 | 2–0 | 1–0 | —   | 1–0 | 3–1 |
| Prishtina         | 2–0 | 1–0 | 2–0 | 0–0 | 1–1 | 1–1 | 1–0 | 3–0 | 4–0 | 2–1 | —   | 2–0 |
| Trepca'89         | 1–0 | 1–1 | 1–0 | 2–0 | 0–1 | 2–2 | 1–1 | 4–1 | 1–2 | 1–1 | 0–2 | —   |

| Local \ Visitante | BAL | DRE | DRI | FRZ | FRN | FLA | GJI | KEK | LIR | LLA | PRI | T89 |
| ----------------- | --- | --- | --- | --- | --- | --- | --- | --- | --- | --- | --- | --- |
| Ballkani          | —   | —   | 2–0 | 2–4 | —   | 2–0 | 1–0 | —   | —   | —   | 0–2 | —   |
| Drenica           | 1–1 | —   | —   | 0–0 | 0–1 | —   | 0–0 | —   | —   | 0–2 | —   | 2–0 |
| Drita             | —   | 2–2 | —   | —   | —   | 1–2 | —   | 4–0 | 2–0 | —   | 1–1 | 1–1 |
| Ferizaj           | —   | —   | 1–2 | —   | 3–1 | —   | 2–1 | —   | 3–1 | —   | 0–2 | —   |
| Feronikeli        | 1–0 | —   | 4–1 | 1–2 | —   | —   | 2–0 | —   | —   | —   | 1–0 | 5–0 |
| Flamurtari        | —   | 0–0 | —   | —   | 0–0 | —   | —   | 2–1 | 0–1 | 3–2 | —   | —   |
| Gjilani           | —   | —   | 0–0 | —   | —   | 0–1 | —   | 2–0 | 4–0 | —   | 0–1 | 1–1 |
| KF KEK            | 0–3 | 1–5 | —   | 2–5 | 0–4 | —   | —   | —   | —   | 0–1 | —   | —   |
| Liria             | 0–0 | 1–3 | —   | —   | 0–4 | —   | —   | 3–1 | —   | 0–4 | —   | —   |
| Llapi             | 1–1 | —   | 1–0 | 2–0 | 1–3 | —   | 2–1 | —   | —   | —   | —   | 4–1 |
| Prishtina         | —   | 2–1 | —   | —   | —   | 3–0 | —   | 1–0 | 3–0 | 1–0 | —   | 3–0 |
| Trepca'89         | 2–1 | —   | —   | 2–1 | —   | 1–0 | —   | 4–0 | 2–1 | —   | —   | —   |

## Play off de relegación
Fue jugado por el noveno y décimo clasificado de la liga contra el tercero y cuarto de la Liga e Parë 2018-19. El Gjilani derrotó al Besa Pejë por 1-0 y el Trepça'89 también ganó, al derrotar por 4-2 al Vëllaznimi. Finalmente, ambos lograron mantener categoría y jugaran la Superliga de Kosovo 2019-20.
| 30 de mayo de 2019, 16:00; | Gjilani           | 1:0 (1:0) | Besa Pejë | Estadio Fadil Vokrri, Pristina |                          |
|                            | - Keita Razak 24' |           |           | Árbitro(s): Tefik Maloku       | Árbitro(s): Tefik Maloku |

| 1 de junio de 2019, 16:00; | Trepça'89                                                                 | 4:2 (1:2) | Vëllaznimi                              | Estadio Fadil Vokrri, Pristina |             |
|                            | - Asare Richard 14' - Arb Manaj 54' - Hasan Hyseni 65' - Engjëll Hoti 86' |           | - 26' Tun Bardhoku - 42' Almedin Murati | Árbitro(s):                    | Árbitro(s): |

## Goleadores
| Pos. | Jugador          | Club       | Goles |
| ---- | ---------------- | ---------- | ----- |
| 1    | Kastriot Rexha   | Feronikeli | 21    |
| 2    | Ahmed Januzi     | Llapi      | 12    |
| 2    | Festim Alidema   | Llapi      | 12    |
| 4    | Meriton Korenica | Prishtina  | 11    |
| 5    | Mendurim Hoti    | Feronikeli | 10    |
| 5    | Alban Shillova   | Flamurtari | 10    |
| 5    | Jetmir Topalli   | Balkani    | 10    |
| 8    | Betim Haxhimusa  | Drita      | 9     |
| 8    | Jean Carioca     | Feronikeli | 9     |
| 10   | Kreshnik Uka     | Drenica    | 8     |